# Jenins
Jenins (en romanche Gianin) es una comuna suiza del cantón de los Grisones, situada en la región de Landquart. Limita al oeste y al norte con la comuna de Maienfeld, al este con Seewis im Prättigau, y al sur con Malans.

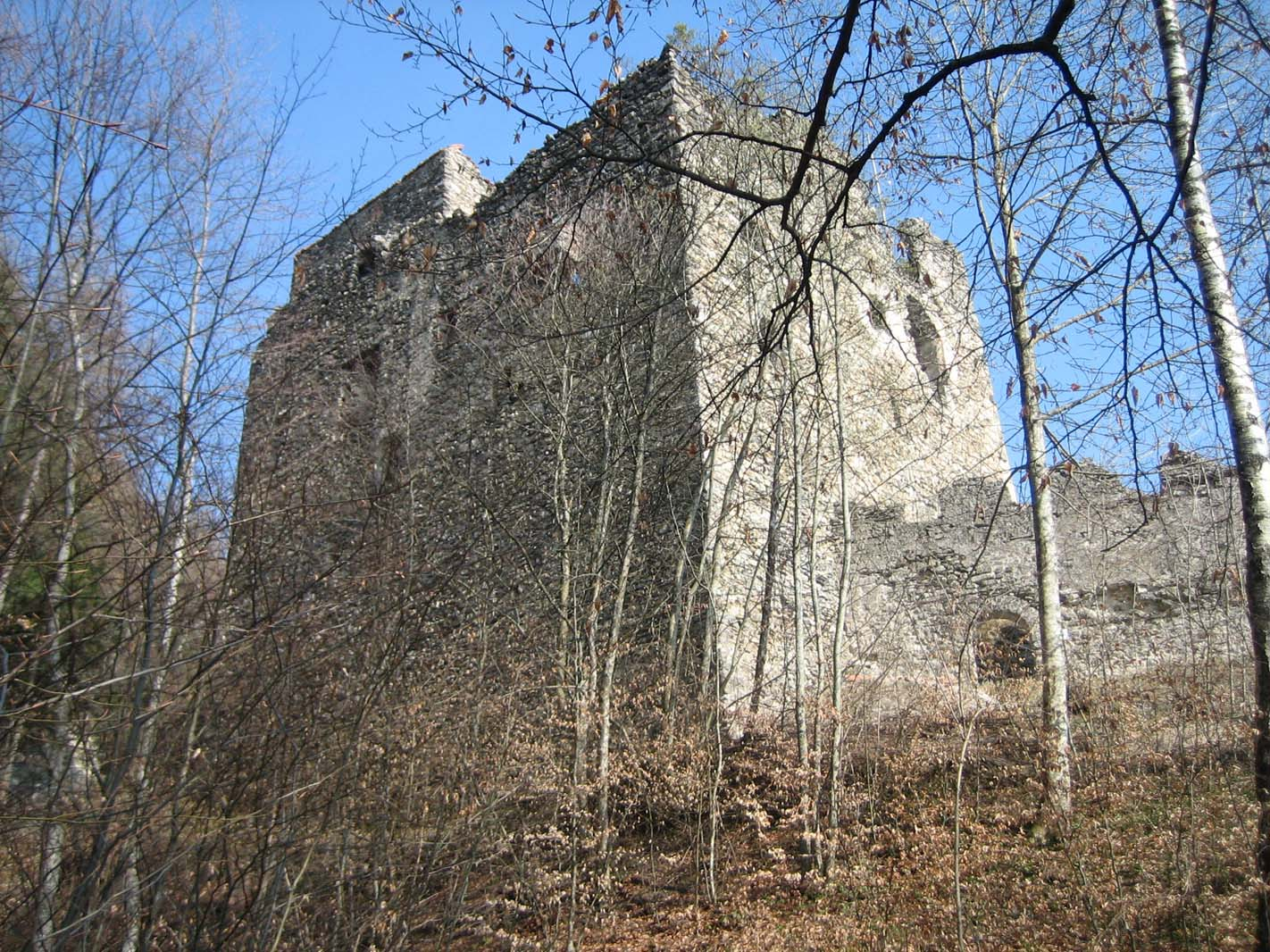
Ruinas del burgo de Aspermont.

## Historia
Jenins se menciona por primera vez en 1139 como Uienennes. En 1142 se mencionó como Gininnes. 

## Geografía
Jenins tiene un área, desde 2006, de 10.5 km² (4.1 millas cuadradas). De esta superficie, el 48% se utiliza para fines agrícolas, mientras que el 40,1% está cubierta de bosques. Del resto de la tierra, el 3,6% se coloca (edificios o caminos) y el resto (8,3%) es no productivo (ríos, glaciares o montañas).
El municipio está ubicado en el subdistrito Maienfeld del distrito de Landquart.

## Demografía
- 1850: 481 habitantes
- 1900: 450 habitantes
- 1950: 461 habitantes
- 1960: 398 habitantes
- 1970: 468 habitantes
- 1980: 557 habitantes
- 1990: 654 habitantes
- 2000: 746 habitantes
- 2013: 896 habitantes

## Monumentos

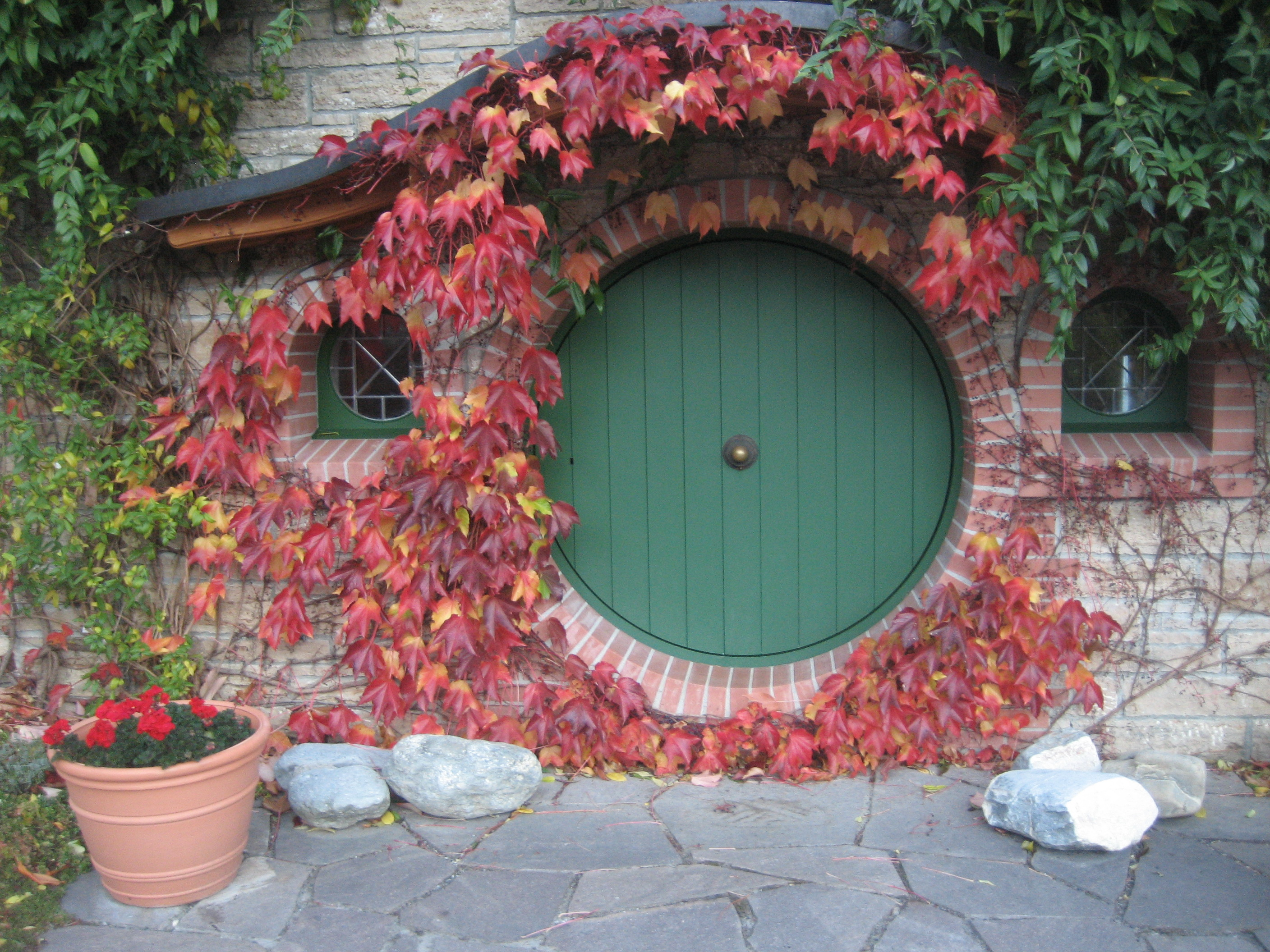
Entrada al Greisinger Museum

El museo Greisinger Museum alberga la Greisinger Collection, colección privada de Bernd Greisinger, concentrada en la Tierra Media. Es la más grande e importante en su género y se compone principalmente de obras de arte y literatura, al igual que artículos de coleccionista de todo tipo. El museo abrió sus puertas el 4 de octubre de 2013 para los fanes y amigos de la Tierra Media.
La construcción del museo empezó a mediados de 2008. Se construyó y planeó para optimizar el uso de la Greisinger Collection. Todas las salas ofrecen al visitante, gracias a su ambientación, la sensación de encontrarse en la Tierra Media. A través de la puerta de un agujero Hobbit se accede al museo, cuyas salas se encuentran la mayoría bajo tierra.